# Goran Karan
Goran Karan, född 2 april 1964 i Belgrad, är en kroatisk sångare.
Karan började sin musikaliska karriär på 1980-talet, då han sjöng i diverse band. Mest känd blev han som sångare i rockgruppen Big Blue på 1990-talet. Han lämnade gruppen 1997 för att satsa på en solokarriär. Han vann Zadarfestivalen 1998 med låten Kazna mi je što te ljubim och spelade samma år den manliga huvudrollen i musikalen Rock It på Ronacher i Wien. Han släppte sitt debutalbum 1999, som han skrev tillsammans med Zdenko Runjić.
1998 deltog Karan i en duett med Zrinka i Dora, den kroatiska uttagningen till Eurovision Song Contest, med låten Bolero. De kom på andraplats. Karan återkom till tävlingen 1999 och kom på tredjeplats med bidraget Nisam te vrijedan. Han återkom till tävlingen året därpå och vann med bidraget Kad zaspu anđeli. I Eurovision Song Contest kom han på niondeplats. Han deltog i Dora 2002 med bidraget Još uvijek vjerujem da ljubav postoji och senast 2005 med bidraget Bijele zastave, men lyckades inte kvalificera sig till slutfinalen. Karan har även varit en flitig deltagare i flera musikfestivaler runt om i det forna Jugoslavien, däribland Splitfestivalen, Zadarfest och Zagrebfest.
Karan har var en av domarna i den kroatiska upplagan av TV-programmet Idol 2004. Han har även medverkat i TV-programmen Evergreen (2010) och Pjevaj moju pjesmu (2011-2012).

## Diskografi
- Kao da te ne volim (1999)
- Vagabundo (2000)
- Dalmatinske Suze (2001)
- Ahoj! (2003)
- Od srca do usana (2005)
- Zlatna kolekcija (2005)
- Dite Ljubavi (2008)
- Čovik tvoj (2013)